# Саша Радецький
Саша Радецький (нар. 29 березня 1977) — колишній артист балету та актор; був солістом Американського театру балету та директором Голландського національного балету. Відомий роллю Чарлі у фільмі «Авансцена» / англ. Center Stage (2000) та роллю Росса в міні-серіалі Starz «Плоть і кістка».   У 2018 році його призначили художнім керівником студії American Ballet Theatre. 

## Молодість
Сіша народився в Санта-Крус, Каліфорнія, почав вивчати балет у районі затоки Сан-Франциско з Аяко Такахаші та Дамарою Беннетт. У 15 років його запросили стажуватися в Московській Академії Большого театру під керівництвом Петра Пестова та в Академії Кірова у Вашингтоні (округ Колумбія), у Рудольфа Харатяна та Андрія Гарбуза. Пізніше навчався за стипендією в літніх програмах Школи американського балету, Школи класичного балету Американського театру балету з Михайлом Баришниковим і Школи балету Сан-Франциско .

## Кар'єра
Радецький приєднався до Американського театру балету як учень у 1995 році, a в 1996 році став членом кордебалету. У 2000 році знявся у фільмі Ніколаса Гітнера «Центральна сцена» в ролі Чарлі і знявся в музичному кліпі Менді Мур « <i id="mwJQ">Я хочу бути з тобою</i> » з саундтреку до фільму.  У 2003 році став солістом ABT.
Під час своєї кар'єри в ABT Радецький одержав головні ролі у важливих роботах Джорджа Баланчина, Марка Морріса, Пола Тейлора, Лара Любовича, Кеннета МакМіллана, Твіли Тарп, Ентоні Тюдора, Джона Кранко, Агнес де Мілль, Йорма Ело, Джерома Роббінса, Енн Рейнкінг, Крістофер Вілдон та Їржі Кіліан. Його репертуар включав головного факіра в «Баядерці», акордеоніста в «Світлому струмку», третю частину в першому скрипковому концерті Бруха, Ланкендем і Бірбанто в «Корсарі», Еспаду і головну циганку в «Дон Кіхоті», Деметрія в «Сні», пастор. у «Легенді Фолл-Рівер», другий і третій моряки у «Fancy Free», Іларіон і селянське па-де-де в «Жізелі», па-де-де в «Жабулі», Гастон у «Леді з камеліями», тюремник у « 'Манон», Камілла у «Веселій вдові», Кавалер і Принц-Лускунчик, і в «Лускунчику» Кевіна Маккензі, Яго в «Отелло», Петручка в «Петрушці», Вояцький отаман у «Половецьких танцях» із «Князя Ігоря», Кролик у « 'Кролику та Розбійнику», Бернард у «Раймонді», Чемпіон Ропер у «Родео», Бенволіо, Тібальт і Паріс у « 'Ромео і Джульєтті», Синій птах у «Сплячій красуні», Бенно та фон Ротбарт у «Лебединому озері», Оріон у «Сільвії», четверта частина Симфонії до мажор, Гортензіо в «Приборканні норовливої», Thais Pas de Deux, «Гітарне» па-де-де з Within You Without You: A Tribute to George Harrison і головні ролі у The Brahms-Haydn Variations, C. to C. (Близько до Чака), Études і The Leaves Are Fading  Він створив арабську людину в «Лускунчику» Олексія Ратманського та головні ролі у фільмах «Звідси й далі», «Трійка» та « 'Тринадцять диверсій». Крім того, він був оригінальним учасником «Stiefel and Stars» і частим запрошеним виконавцем з балетними трупами в Сполучених Штатах і за кордоном. 
У вересні 2008 року залишив Американський театр балету, щоб приєднатися до Нідерландського національного балету як головний танцюрист , де його репертуар включав Альбрехта в «Жізелі» та Мазетто в «Дон Жуані». 1 січня 2010 року він повернувся до Американського театру балету як соліст і пізніше пішов у відставку в липні 2014 року. У своєму прощальному виступі Радецький танцював Франца разом із Ксіомарою Реєс у балеті «Коппелія».    

## Подальша кар'єра
Після того, як він припинив виступи з ABT, Радецький знявся в ролі Росса в телевізійній драмі Starz « Плоть і кістка »   у фільмі каналу Hallmark «Лускунчик Різдво »   і в « Center Stage: On Pointe», де він повернувся до ролі Чарлі.   У 2016 році після отримання стипендії в Центрі балету та мистецтв Нью-Йоркського університету  Радецький був призначений директором магістерської програми балетної педагогіки Американського театру балету/ Університету Нью-Йорка та викладачем компанії для самого ABT.   Наступного року він став одним із балетмейстерів студії American Ballet Theatre.  У 2018 році його було обрано художнім керівником студії American Ballet Theatre, замінивши художнього керівника Кейт Лайдон, яка працювала на цій посаді протягом 15 років.  

## Особисте життя
У 2006 році Радецький одружився зі своєю колегою по танцю Стеллі Абрера.  